# Angadanan
Angadanan, antes conocida como Angadanan Nuevo, es un municipio filipino de tercera categoría perteneciente a  la provincia de La Isabela en la Región Administrativa de Valle del Cagayán, también denominada Región II.

## Geografía
Tiene una extensión superficial de 204.40 km² y según el censo del 2007, contaba con una población de 39.743 habitantes y 7.106 hogares; 40.143 el día primero de mayo de 2010

### Barangayes
Angadanan se divide administrativamente en 59 barangayes o barrios, 58 de  carácter rural y solamente uno  de carácter urbano.
| - Allangigan - Aniog - Baniket - Bannawag - Bantug - Barangcuag - Baui - Bonifacio - Buenavista - Bunnay - Calabayan-Minanga - Calaccab - Calaocan - Kalusutan - Campanario - Canangan - Centro I (Pob.) - Centro II (Pob.) - Centro III (Pob.) - Consular | - Cumu - Dalakip - Dalenat - Dipaluda - Duroc - Lourdes (El Escaño) - Esperanza - Fugaru - Liwliwa - Ingud Norte - Ingud Sur - La Suerte - Lomboy - Loria - Mabuhay - Macalauat - Macaniao - Malannao - Malasin - Mangandingay | - Minanga Proper - Pappat - Pissay - Ramona - Rancho Bassit - Rang-ayan - Salay - San Ambrocio - San Guillermo - San Isidro - San Marcelo - San Roque - San Vicente - Santo Niño - Saranay - Sinabbaran - Victory - Viga - Villa Domingo |